# Milivoi Pocrnja
Milivoi Pocrnja (* 1944) ist ein ehemaliger Radrennfahrer aus dem ehemaligen Jugoslawien und nationaler Meister im Radsport.  

## Sportliche Laufbahn
Pocrnja war Straßenradsportler. Er stammt aus dem kroatischen Teil des Landes. 1966 gewann Pocrnja die nationale Meisterschaft im Straßenrennen vor Cvitko Bilić. 1968 wurde er Vize-Meister hinter Franc Hvasti. Das Etappenrennen Jadranska Magistrala (Istrian Spring Trophy) entschied er 1969 für sich, wobei er eine Etappe gewann. 
1973 wurde er Dritter im Straßenrennen der Balkanmeisterschaften hinter dem Sieger Erol Cliucizekrik aus der Türkei. 1974 war er am Start der Internationale Friedensfahrt und schied während des Rennens aus.